# Амстел
Амстел (нидерл. Amstel, происходит от Aeme stelle, что на старонидерландском означает простор с обилием воды), Амстель — река в северной Голландии (Нидерландах), впадает в залив Эй. Длина реки — 31 км.

## История
Амстель образуется на границе Утрехтской провинции из Врехта (с запада) и Кроммен-Миидрехта (с востока), принимает справа приток Ангстель, протекает многими рукавами Амстердам и вливается в Эй, находясь в нидерландской провинции Северная Голландии.
На конец столетия, в своём конце Амстель была доступна и для морских судов меньших размеров.
После сооружения дамбы в устье реки рыболовецкая деревня Амстелредам (Amstelredam) стала быстро развиваться и около 1300 года получила статус города, в другом источнике указано что город возник в начале XIII столетия из небольшой крепостцы, построенной амстельскими владетелями. Деревня, выросшая в небольшой город Амстелредам, имела важное значение ввиду своего расположения в заливе Зёйдерзе.
Пивоварня «Амстел» была расположена недалеко от реки Амстел, вода из которой использовалась летом для охлаждения пива.
Мосты через реку: Магере-Брюг, Блаубрюг, Хоге-Слёйс и Берлагебрюг.

## Галерея

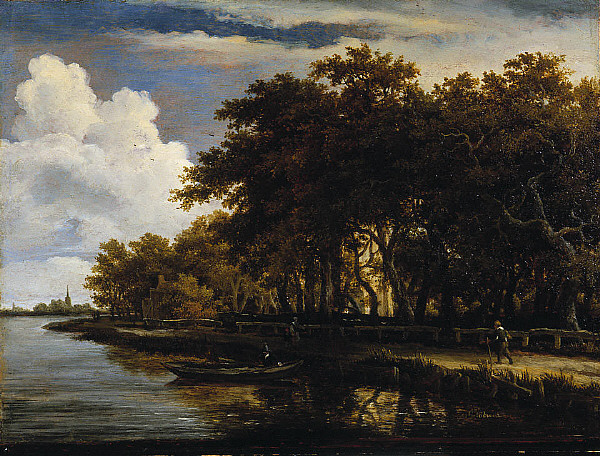
Мейндерт Хоббема. У Амстела (ок. 1660)
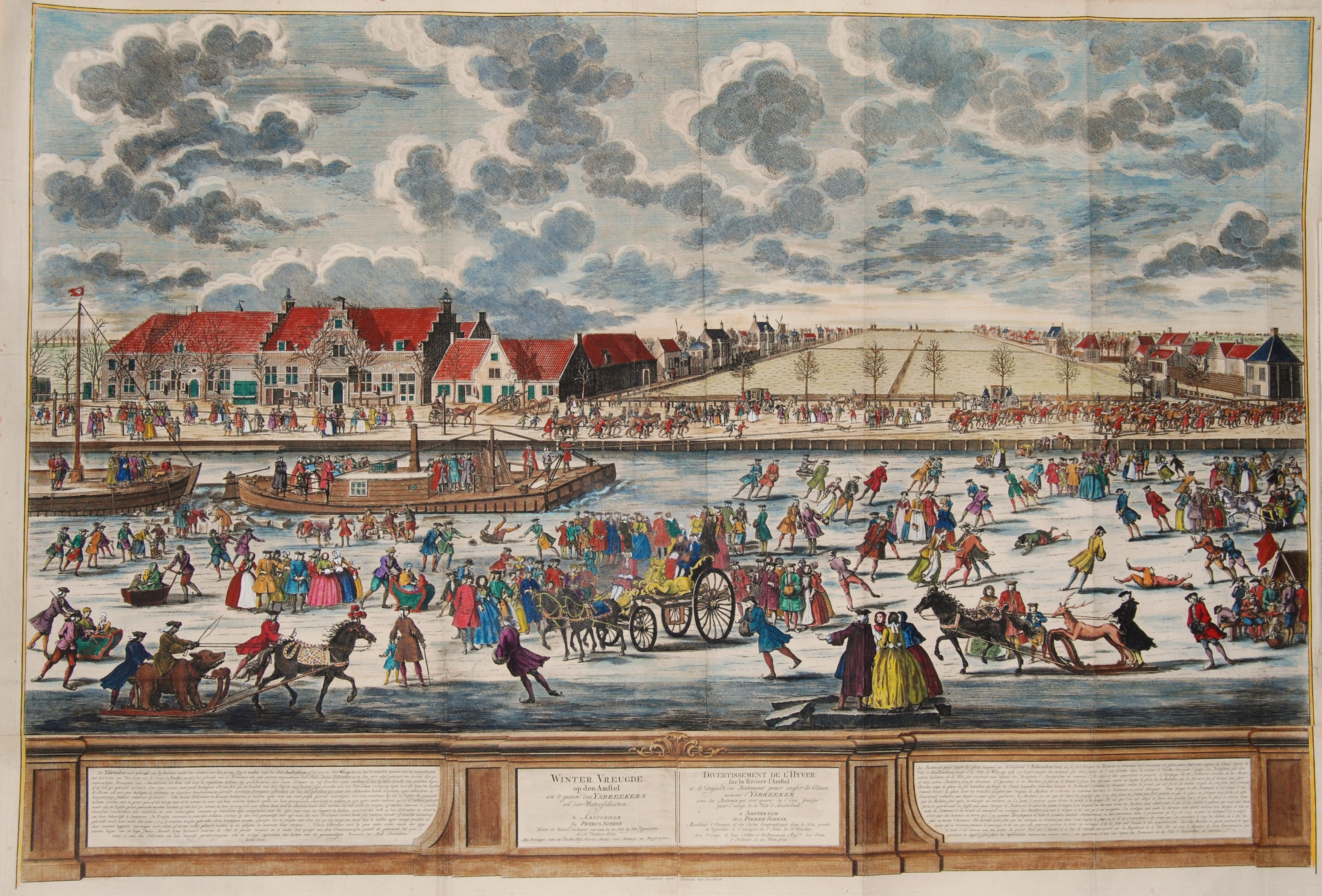
Питер Шенк. Катание на льду р. Амстел (1746)
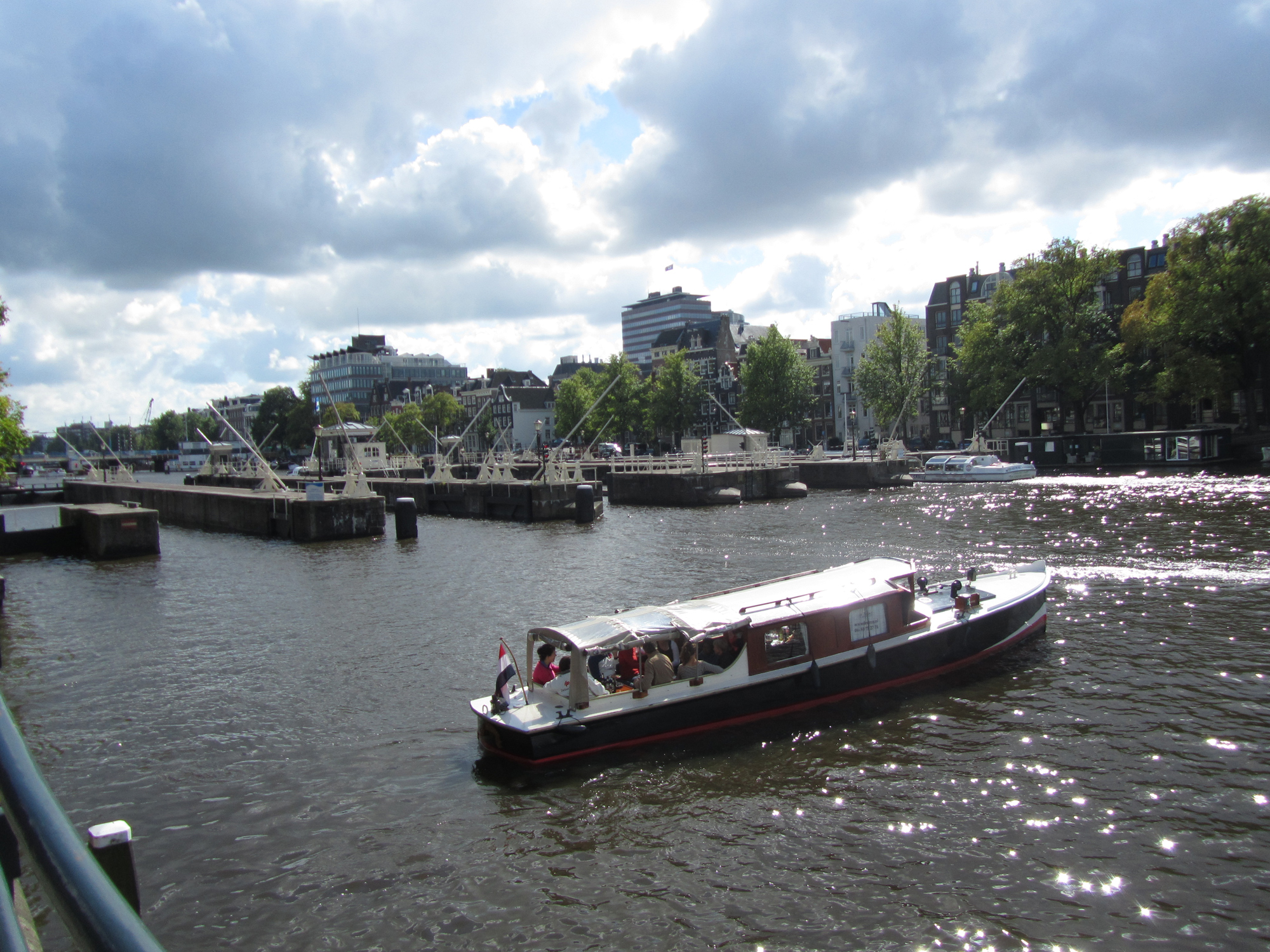
Шлюзы на реке Амстел, возле Театра Карре
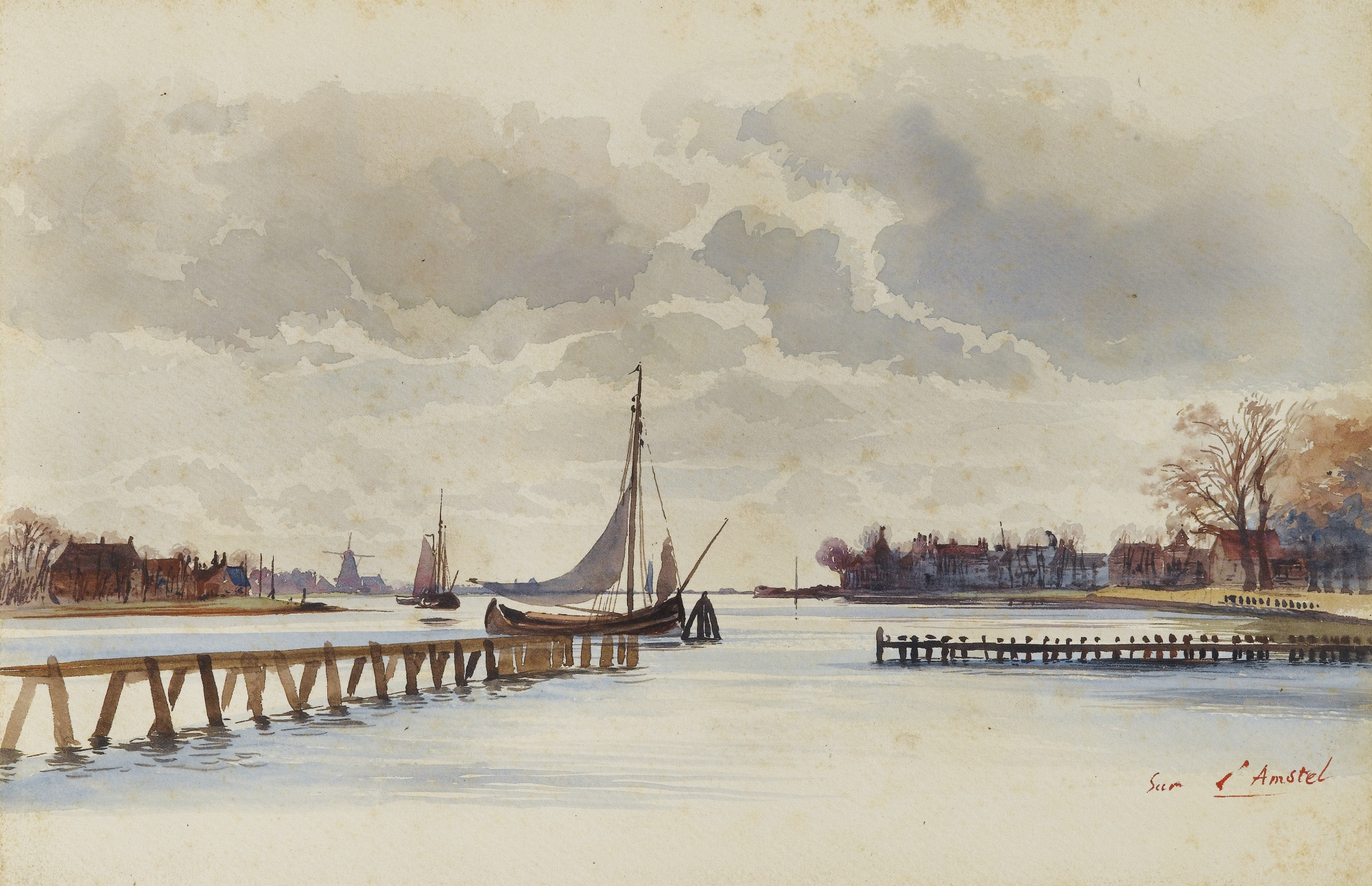
Франсуа Орлеанский, принц де Жуанвиль. На Амстеле (XIX век)
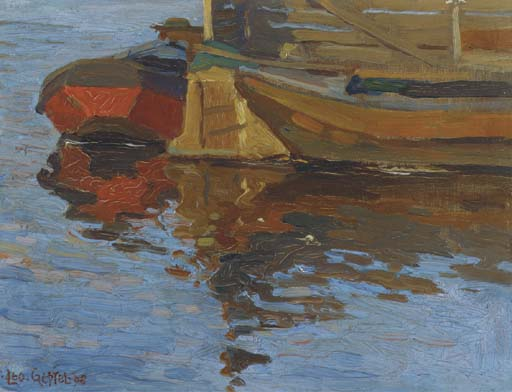
Лео Гестел. На Амстеле (1908)
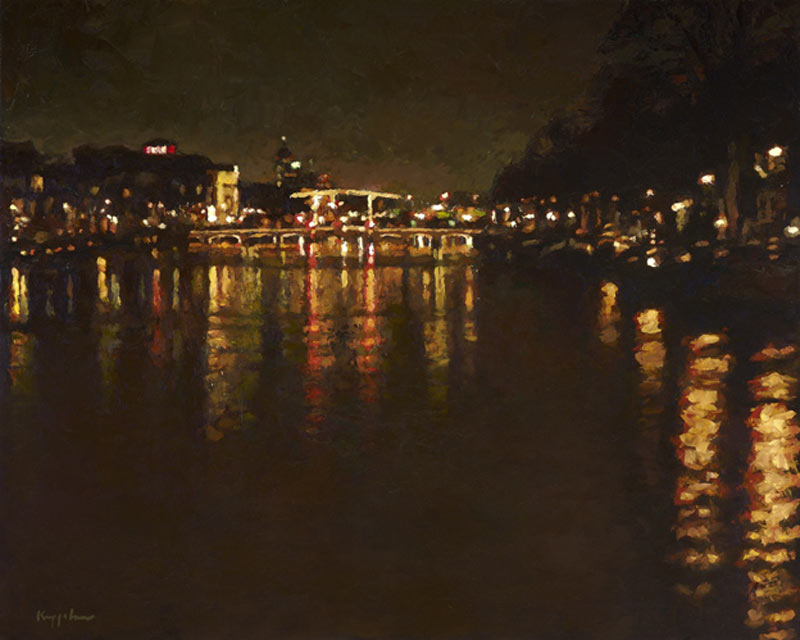
Франс Коппелар. Амстел ночью (2005)